# Zdounky
Zdounky är en ort i Tjeckien.   Den ligger i regionen Zlín, i den östra delen av landet, 230 km öster om huvudstaden Prag. Zdounky ligger 232 meter över havet och antalet invånare är 2 055.
Terrängen runt Zdounky är platt åt nordost, men åt sydväst är den kuperad. Zdounky ligger nere i en dal. Runt Zdounky är det ganska glesbefolkat, med 47 invånare per kvadratkilometer. Närmaste större samhälle är Kroměříž, 9,5 km nordost om Zdounky. I omgivningarna runt Zdounky växer i huvudsak blandskog.